# Anno 1790
Anno 1790 är en svensk kriminal- och drama-TV-serie i tio delar, som utspelar sig i 1790-talets Stockholm. Serien visades på SVT 1 på måndagar mellan 24 oktober och 26 december 2011.

## Handling
Johan Gustav Dåådh (Peter Eggers) har just kommit hem från sin tjänst som fältskär under ryska kriget 1788–1790. En av dem han under kriget har räddat till livet är Simon Freund (Joel Spira), som egentligen är informator åt barnen i familjen Wahlstedt i Stockholm. Genom Freund kommer Dåådh därmed i kontakt med familjens överhuvud Carl Fredrik Wahlstedt (Johan H:son Kjellgren), som är polismästare i Stockholm. Då tjänsten som kvarterskommissarie i ett distrikt just har blivit ledig utnämner Wahlstedt Dåådh till posten. Därmed får Dåådh en fiende i häkteschefen Nordin (Richard Turpin), som själv hade hoppats få tjänsten. I varje avsnitt löser Dåådh, med Freunds hjälp, olika brott, som begås i huvudstaden, vanligtvis mord. En skillnad mot Nordin och Wahlstedt är att han undersöker teorier och samlar bevis för någons skuld eller oskuld, medan de båda andra oftast dömer på lösa grunder och indicier snarare än fakta.
Dåådh kommer också i kontakt med diverse av tidens strömningar, såsom revolutionära tankar från Frankrike (där franska revolutionen pågår för fullt) och nya religiösa stämningar, såsom pietismen. Hans tillvaro kompliceras också av hans speciella förhållande till Wahlstedts hustru Magdalena (Linda Zilliacus).

## Rollista
- Peter Eggers – Johan Gustav Dåådh, läkare och kvarterskommissarie
- Joel Spira – Simon Freund, Dåådhs medhjälpare
- Linda Zilliacus – Magdalena Wahlstedt, polismästare Carl Fredrik Wahlstedts hustru
- Johan H:son Kjellgren – Carl Fredrik Wahlstedt, polismästare, Magdalena Wahlstedts man
- Richard Turpin – Nordin, häkteschef
- Josef Säterhagen – Erik Raxelius
- Irma von Platen – Jungfru Johanna
- Cecilia Nilsson – Gustava Pettersson
- Jessica Zandén – Greta Ekman
- Thorsten Flinck – Henrik Emanuel Odenstein
- Noel Sandell – Carl August Wahlstedt
- Felicia Truedsson – Anna-Sophia Wahlstedt
- Cecilia Forss – Cajsa Stina Berg
- Philip Zandén – Claes von Graz
- Sara Turpin – Märta Raxelius
- Philip Panov – Pontus
- Ann-Sofie Nurmi – Torgmadam
- Happy Jankell – Clara
- Emma Mehonic – Lovisa
- Elvira Riberg  – Förnäm elvaåring – Margit von Mirtwos

## Avsnitt
| Nr | Titel                      | Regi              | Manus          | Originalvisning  |
| --- | -------------------------- | ----------------- | -------------- | ---------------- |
| 1 | "Mellan blod och syrén"    | Rickard Petrelius | Jonas Frykberg | 24 oktober 2011  |
| Dåådh för hem Freund till familjen Wahlstedt och när den nuvarande kvarterskommissarien hittas död på en bordell börjar Dåådh undersöka fallet. Det visar sig, att den hora kommissarien gick till bara utger sig för att vara prostituerad. I själva verket tillhör hon en grupp svenska revolutionärer, som vill störta kungamakten, och är dessutom syster till en av Dåådhs vänner. Mot sin vilja får Dåådh överta posten som kvarterskommissarie.                                                                              |                            |                   |                |                  |
| 2 | "Den parfymerade pistolen" | Rickard Petrelius | Jonas Frykberg | 31 oktober 2011  |
| En handelsman hittas död och i Dåådhs kvarter inträffar flera mystiska skottlossningar. En tapetmålare häktas för mordet, men Dåådh tror att han är oskyldig. Problemet är att han vägrar säga något för att bevisa sin oskuld. Dessutom tvingas Dåådh i hemlighet vårda sin skadade, revolutionäre vän. |                            |                   |                |                  |
| 3 | "Flyktiga fruntimmer"      | Levan Akin        | Sara Heldt     | 7 november 2011  |
| En tryckare hittas mördad i sitt tryckeri och det visar sig, att han kan ha varit den, som har tryckt flera farliga, revolutionära flygblad, som har dykt upp i staden. Under utredningen kommer Dåådh i kontakt med en revolutionär fransyska, som han kommer lite väl nära. |                            |                   |                |                  |
| 4 | "Godafton, vackra mask"    | Levan Akin        | Alex Haridi    | 14 november 2011 |
| Flera märkliga inbrott, där oftast silver blir stulet, inträffar i Dåådhs kvarter. När han undersöker fallet visar det sig, att inbrotten kan ha koppling till ett sällskap som sysslar med animalisk magnetism. Problemet är att ledaren är "oförvitlig adelsman". |                            |                   |                |                  |
| 5 | "Syndens lön är döden"     | Levan Akin        | Sara Heldt     | 21 november 2011 |
| Wahlstedts husjungfru Johanna vill gifta sig med församlingsprästens dräng Jon. Prästen är dock en hård man, som vägrar godkänna Jons kristendomskunskaper och därmed hindrar giftermålet. Det visar sig snart, att prästen både är ockrare och lite väl nitisk i sitt bekämpande av olagliga religiösa strömningar. Dessutom drar han sig inte för att synda – om han själv kan få någon fördel av det. När han hittas mördad är det inte många som sörjer honom, men vem är den skyldige?                                         |                            |                   |                |                  |
| 6 | "En skål för schavotten"   | Levan Akin        | Sara Heldt     | 28 november 2011 |
| Den revolutionäre adelsmannen Pehr Lilja blir avrättad genom hängning på torget. När kroppen sedan ska fraktas till Uppsala universitet för dissekering blir studenterna som fraktar den överfallna och dödade och kroppen stulen. När Dåådh börjar undersöka saken närmare visar det sig att knappt någon, som hade med Lilja eller avrättningen att göra har rent mjöl i påsen, vare sig det gäller hans fästmö eller far, eller bödeln. Alla inblandade tycks dock bli tystade för gott, en efter en.                            |                            |                   |                |                  |
| 7 | "Ödets blinda hand"        | Kristina Humle    | Alex Haridi    | 5 december 2011  |
| Ett dött barn hittas i en gödselstack och spåren leder till barnhemmet och till nummerlotteriet. När fler barnlik hittas i gödselstacken försvåras Dåådhs arbete av att polismästare Wahlstedt förbjuder honom att undersöka nummerlotteriet, eftersom det står under konungens beskydd och därmed är "höjt över alla misstankar". Samtidigt har familjen Wahlstedts guddotter Clara kommit på besök och hon hoppas på en alldeles särskild vinst i lotteriet.                                                                      |                            |                   |                |                  |
| 8 | "Tärningen är kastad"      | Kristina Humle    | Alex Haridi    | 12 december 2011 |
| En bonde hittas död i sitt stall, till synes ihjälsparkad av en häst. När Dåådh börjar undersöka saken närmare tyder tecknen dock på mord. Problemet är att alla misstänkta erkänner sig skyldiga. Samtidigt hjälper fru Wahlstedt sin guddotter Clara att begå abort – något som är brottsligt och bestraffas med döden om det upptäcks ... |                            |                   |                |                  |
| 9 | "De dödas röster"          | Rickard Petrelius | Jonas Frykberg | 19 december 2011 |
| Dåådh kallas till Uppsala, för att bevista några föreläsningar av sin gamle professor Medelheim. Väl vid universitetet tar det hela en otrevlig vändning, då en av de utländska studenterna hittas död av arsenikförgiftning. Samtidigt i Stockholm blir polismästare Wahlstedt sjuk och fru Wahlstedt gör i desperation vad hon kan, för att få tillbaka Dåådh till Stockholm. |                            |                   |                |                  |
| 10 | "Ett annorlunda kungarike" | Rickard Petrelius | Jonas Frykberg | 26 december 2011 |
| Freund är försvunnen, men när man tar fast den revolutionära Märta Raxelius, som man misstänker ligger bakom försvinnandet, vägrar hon säga något. Med hjälp av Dåådhs läkekonst blir Wahlstedt frisk, men när man senare finner en skräddare mördad och spåren leder till en av Wahlstedts vänner, som är superkargör, vägrar han låta Dåådh gå längre med det hela. Eftersom Dåådh vid upprepade tillfällen på detta sätt har blivit hindrad i sitt polisarbete bestämmer han sig för att lämna tjänsten som kvarterskommissarie. |                            |                   |                |                  |

## Hemvideoutgivningar
Serien gavs ut på DVD 2012.

### Fotnoter
1. ↑  ”Anno 1790”. Svensk mediedatabas. 25 februari 2012. https://smdb.kb.se/catalog/id/002784812. Läst 12 januari 2017.